# 마르크 오버르마르스
마르크 오버르마르스(네덜란드어: Marc Overmars, 1973년 3월 29일, 네덜란드 엠스트)는 네덜란드 전 축구 선수이며, 2009년 고 어헤드 이글스에서 은퇴하였다. 현재는 AFC 아약스의 단장이다. 과거에는 빠른 스피드로 인해 "플라잉 더치맨(Flying Dutchman)", "로드러너" (the Roadrunner) 또는 "meep-meep"이라는 별명을 얻기도 하였다.
오버르마르스는 1990년에 에레디비시 2부 팀 고 어헤드 이글스에서 선수 생활을 시작하였다. 다음 시즌에는 빌럼 II로 이적하였고, 1992-1993 시즌에는 에레디비시의 강팀인 아약스로 이적해 민첩한 움직임과 볼 제어로 활약하였다. 1993년에는 네덜란드 대표팀에 데뷔하여 1994년 FIFA 월드컵에 나서기도 하였고, 소속 팀 AFC 아약스에서도 1993-1994 시즌부터 리그 3연패, 1995년 UEFA 챔피언스리그 우승 등 수많은 타이틀을 획득하는 데에 공헌함과 동시에 AFC 아약스 황금 시대의 일각을 담당하였다.
1998년에는 아스널로 이적해 12골을 넣었고, 같은 해 1998년 FIFA 월드컵에서 네덜란드 대표팀의 일원으로 출전하여 네덜란드의 4위 수성에 기여하였다. 대한민국과의 경기에서도 득점하였다. 2000년에는 피구의 대체자를 찾던 바르셀로나에 의해 당시 클럽 사상 최고의 이적료로 FC 바르셀로나로 이적했다. 첫 시즌은 주전으로 꽤나 활약했지만 그 후 부상으로 인해 기대에 미치지 못한 경기 운영을 하였다.
UEFA 유로 2004 종료 후에는 네덜란드 축구 국가대표팀에서 은퇴를 표명하였으며, 2006년에는 데니스 베르흐캄프, 2008년에는 야프 스탐의 은퇴 경기에 출장해 녹슬지 않은 활약을 보여주었다.
2008년 8월에는 자신이 축구 선수 생활을 시작한 고 어헤드 이글스로 복귀하였고, 시즌이 끝난 뒤 은퇴를 선언하였다.

## 수상 경력

### 클럽

#### 아약스
- 에레디비시 우승: 1993-94, 1994-95, 1995-96
- KNVB컵 우승: 1992-93
- 요한 크라위프 실드 우승: 1993, 1994
- UEFA 챔피언스리그 우승: 1995

#### 아스널
- 프리미어리그 우승: 1997-98
- FA컵 우승: 1998
- FA 채러티 실드 우승: 1998

### 국가대표팀

##### 네덜란드 축구 국가대표팀
- 1998년 FIFA 월드컵 : 4위, 네덜란드 대표팀